# 메리엘
메리엘은 일 드 프랑스 북쪽에 있는 마을이다.

## 유명한 사람
- 장 가뱅 (Jean Gabin), 배우 (1904년 5월 17일~1976년 11월 15일)
- 페르낭 브로델 (Fernand Braudel), 역사학자 (1902년 8월 24일 ~ 1985년 11월 27일)

## 지리

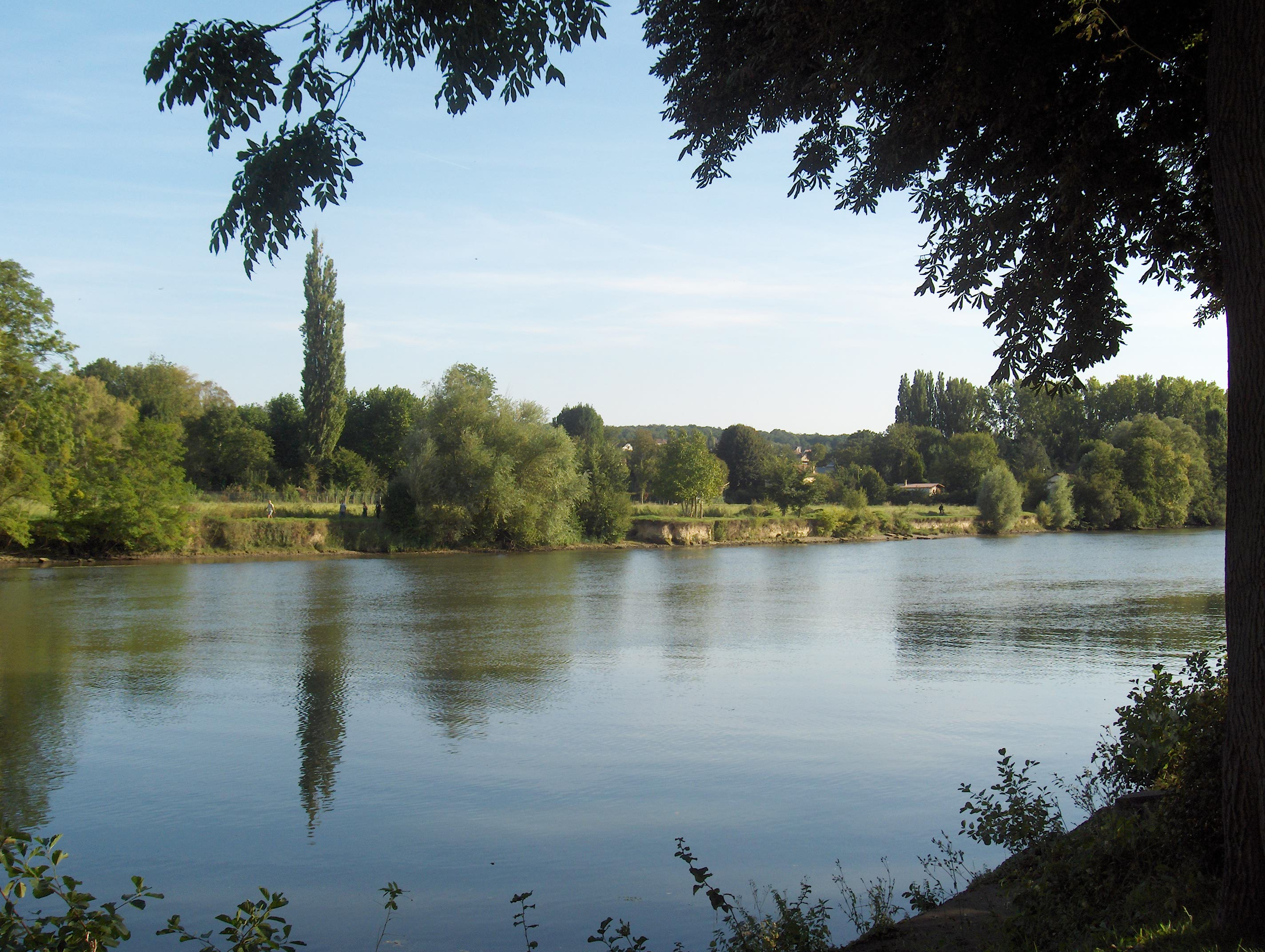
우아주강과 메리엘 풍경

강: 우아즈

## 관광지
- 노트르담두발 수도원 (Abbaye Notre-Dame du Val )

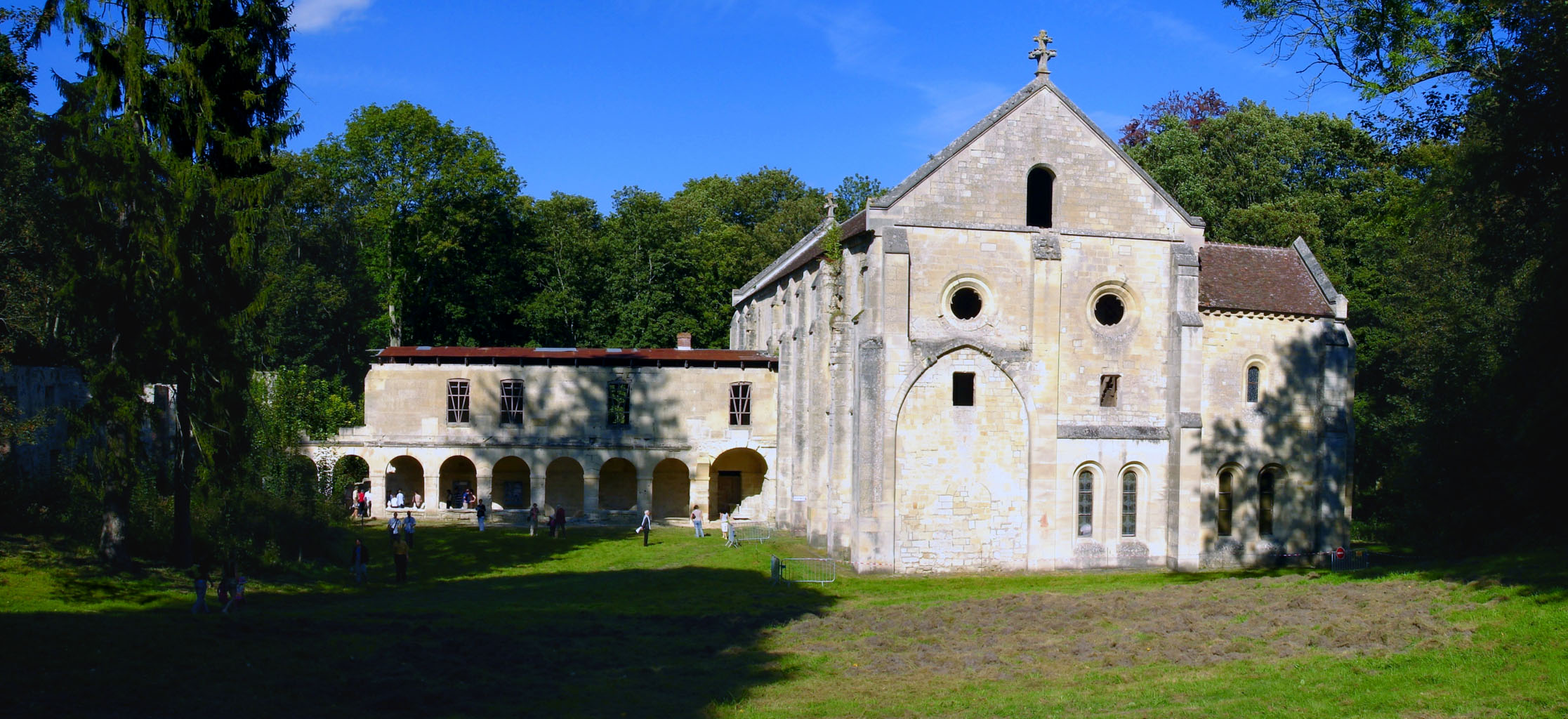
메리엘 수도원

1125년: 공사가 시작되다

## 자매 도시
- Llanwrtyd Wells (웨일스)

## 같이 보기
- 발두아즈주의 코뮌 목록